# Ильинск (Кировская область)
Ильинск — село в Советском районе Кировской области при впадении реки Немдеж в Немду. Административный центр Ильинского сельского поселения.

## История
Впервые село с имевшейся в нём Вознесенской церковью упоминается в 1652 году.
В 1722 году село являлось дворцовым и находилось в ведении Кукарского приказа, в нём насчитывалось более 100 дворов.
В 1731 году на месте ветхой деревянной Вознесенской церкви по дозволению казанского митрополита Сильвестра было начато строительство каменной церкви, законченное в 1737 году.
В 1808—18 годах в селе построен более вместительный каменный храм.
В 1841 году в селе была открыта земская школа.
В 1886 году открыта церковно-приходская школа.
В 1897—98 учебном году в земской школе обучался 141 ребёнок, в церковно-приходской — 57 детей.
Согласно второй Всероссийской переписи 1917 года в Ильинском работали три частные ветряные мельницы, две кузницы, два завода по витью верёвок, несколько сапожников и пимокатов. В селе имелись торговцы шерстью, много плотников, портной и даже биржевой маклер и подёнщица. В хозяйствах имелись по одной и по две лошади, по одной или по две коровы, много бычков, нетелей, телят, свиней, по 8—12 овец. Имелось 5 молотилок с конным приводом, 6 ручных молотилок, 9 веялок и 1 сортировка. 34 хозяйства из 114 не имели лошадей. Имелись пасеки, сад, большой ягодник.
До революции Ильинск являлся центром одноимённой волости, которая включала в себя территорию от починка Криволапотное вдоль поймы рек Немды и Немдеж до деревни Решетниково за рекой Пижмой. В состав волости входило село Жерновые Горы, деревни Верхопижемье, Большая Белая, и другие — всего 48 деревень и 23 починка (2484 хозяйства). В селе имелась станция с лошадьми.
1 января 1918 года в Ильинской волости была установлена советская власть. После революции на месте Ильинской области было организовано несколько сельских советов.
В 1929 году в селе было организовано машинное товарищество по совместной обработке земли, через полгода преобразованное в коммуну.
В 1930 году в селе образовано два колхоза, в 1935 году объединённые в один колхоз «Колос».
В 50-е годы к колхозу «Колос» были присоединены колхозы деревень Малые и Большие Поляны, Атары, Голомидово, Городок, Сидорково, Шубино, Патруши, Пестово, Ветлугино.
В 1957 году в результате слияния колхозов «Колос» и «имени Ворошилова» был образован колхоз «Прогресс». В 1961 году в его составе насчитывалось 53 населённых пункта, 3500 жителей, из них 1500 человек трудоспособных.
Постановление Думы Кировской области от 01.11.1996 № 27/165 уточнено название села Ильинское, как село Ильинск.

## Население
| 2010 |
| ---- |
| 794  |